# Pseudanthessius concinnus
Pseudanthessius concinnus är en kräftdjursart som beskrevs av Thompson och Scott 1903. Pseudanthessius concinnus ingår i släktet Pseudanthessius och familjen Pseudanthessiidae. Inga underarter finns listade i Catalogue of Life.